# Силва Сантос, Маркос Антонио
Ма́ркос Анто́нио Си́лва Са́нтос (порт.-браз. Marcos Antônio Silva Santos; родился 13 июня 2000 года, Посойнс, Бразилия) — бразильский футболист, полузащитник клуба «Лацио», выступающий на правах аренды за клуб «Сан-Паулу».

## Клубная карьера
Антонио — воспитанник клуба «Атлетико Паранаэнсе». В 2018 году Маркос перешёл в португальский «Эшторил-Прая». 7 октября в матче против «Академики» из Коимбры он дебютировал в Сегунда лиге.
31 января 2019 года донецкий «Шахтёр» внёс Маркоса Антонио в заявку клуба на официальном сайте УПЛ.

## Международная карьера
В 2017 году в составе юношеской сборной Бразилии Антонио стал победителем в юношеского чемпионата Южной Америки в Чили. На турнире он сыграл в матчах против команд Перу, Эквадора, Колумбии, Чили, Аргентины, а также дважды Парагвая и Венесуэлы. В поединке против перуанцев Маркос забил гол.
В том же году в Антонио принял участие в юношеском чемпионате мира в Индии. На турнире он сыграл в матчах против команд Испании, Северной Кореи, Нигера, Гондураса, Германии, Англии и Мали. В поединке против гондурасцев Маркос забил гол.

## Достижения
«Шахтёр» (Донецк)
- Чемпион Украины (2): 2018/19, 2019/20
- Обладатель Кубка Украины: 2018/19
- Обладатель Суперкубка Украины: 2021

ПАОК
- Чемпион Греции: 2023/24

Сборная Бразилия
- Чемпион юношеского чемпионата Южной Америки: 2017